# Campanula bravensis
Espèce
Campanula bravensis est une espèce de plantes à fleurs de la famille des Campanulaceae. C'est une espèce endémique du Cap-Vert, que l'on trouve sur les îles de Santiago, Fogo et Brava (d'où bravensis). 
Localement elle est connue sous le nom de « contra-bruxa-branca » (blanche), par opposition à l'autre espèce, Campanula jacobaea ou « contra-bruxa-azul » (bleue).